# Washington Redskins 2013
La stagione 2013 dei Washington Redskins è stata la 82ª della franchigia nella National Football League e la 76ª a Washington. La squadra non riuscì a migliorare il record di 10–6 della stagione precedente, scendendo a 3-13, il suo peggiore risultato dal 1994, portando al licenziamento dell'allenatore Mike Shanahan e della maggior parte del suo staff dopo quattro stagioni.
La stagione 2013 dei Redskins fu degna di nota perché la squadra ebbe una delle peggiori unità di special team della storia, un fattore critico in diverse loro sconfitte. Football Outsiders classificò l'unità in questione come la seconda peggiore mai analizzata nella sua storia.

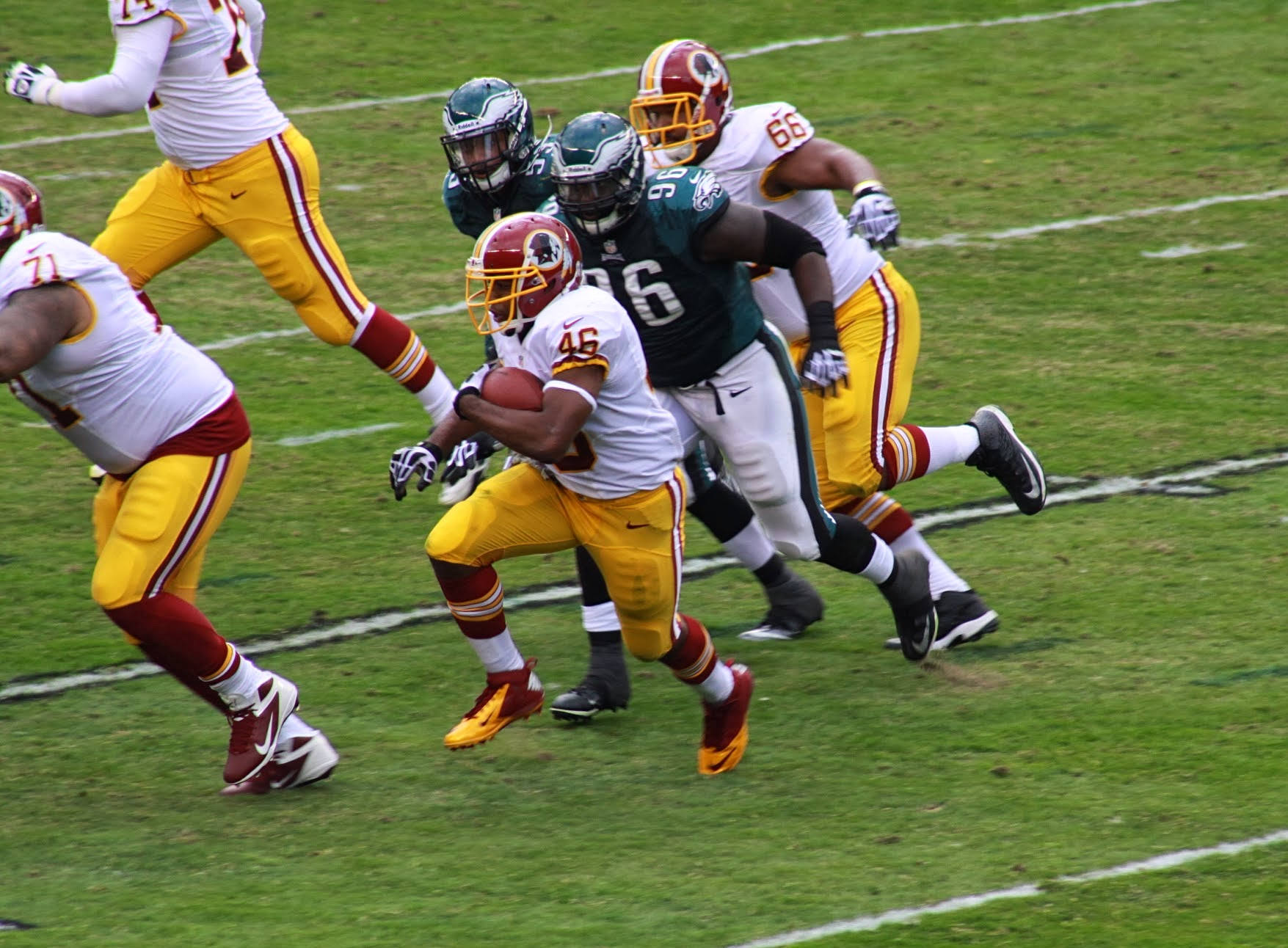
La gara contro gli Eagles del 17 novembre

## Roster
| Roster dei Washington Redskins nel 2012 |
| --- |
| Quarterback - 12 Kirk Cousins - 10 Robert Griffin III - 8 Rex Grossman Running Back - 29 Roy Helu - 47 Jawan Jamison - 46 Alfred Morris - 36 Darrel Young FB Wide Receiver - 17 Josh Bellamy - 88 Pierre Garçon - 15 Josh Morgan - 89 Santana Moss - 11 Aldrick Robinson - 13 Nick Williams Tight End - 83 Fred Davis - 84 Niles Paul - 82 Logan Paulsen Offensive Linemen - 66 Chris Chester G - 68 Tom Compton T - 73 Adam Gettis G - 67 Josh LeRibeus G/C - 78 Kory Lichtensteiger G/C - 63 Will Montgomery C/G - 74 Tyler Polumbus T - 60 J.D. Walton C - 71 Trent Williams T Defensive Linemen - 92 Chris Baker DE/NT - 96 Barry Cofield NT - 64 Kedric Golston DE - 99 Jarvis Jenkins DE - 95 Chris Neild NT Linebacker - 53 William Compton ILB - 59 London Fletcher ILB - 58 Josh Hull ILB - 50 Rob Jackson OLB - 51 Brandon Jenkins OLB - 91 Ryan Kerrigan OLB - 98 Brian Orakpo OLB - 56 Perry Riley ILB - 97 Adrian Robinson OLB - 54 Darryl Tapp OLB Defensive Back - 39 David Amerson CB - 30 E.J. Biggers CB - 37 Reed Doughty SS - 48 Jose Gumbs SS - 23 DeAngelo Hall CB - 31 Brandon Meriweather SS - 25 Chase Minnifield CB - 24 Bacarri Rambo FS - 34 Trenton Robinson FS - 26 Josh Wilson CB Special Team - 2 Kai Forbath K - 40 Kyle Nelson LS - 6 Sav Rocca P - 1 John Potter K Lista delle riserve - 55 Nick Barnett ILB (IR) - 72 Stephen Bowen DE (IR) - 19 Dezmon Briscoe WR (IR) - 94 Adam Carriker DE (PUP) - 20 Richard Crawford CB (IR) - 85 Leonard Hankerson WR (IR) - 79 Maurice Hurt G/T (IR) - 34 Tanard Jackson FS (Sospeso) - 53 Bryan Kehl ILB (IR) - 47 Jeremy Kimbrough ILB (IR) - 86 Jordan Reed TE (IR) - 52 Keenan Robinson ILB (IR) - 22 Evan Royster RB (IR) - 57 Nick Sundberg LS (IR) - 41 Phillip Thomas SS (IR) - 25 Chris Thompson RB (IR) - 90 Doug Worthington DE (IR) Squadra di allenamento - 76 Dominique Hamilton DE - 93 DaJohn Harris DE - 61 Troy Kropog T - 38 Miguel Maysonet RB - 35 Davin Meggett RB - 87 Gabe Miller TE - 62 Tevita Stevens C - 32 Peyton Thompson CB |
| Legenda - I rookie sono in corsivo. - Il primo ruolo è il principale mentre gli eventuali successivi indicano i ruoli secondari. - (IR) sta per Injured Reserve ed indica la lista ristretta per un solo giocatore infortunato che può tornare ad allenarsi dopo la settimana 6 e a rientrare in prima squadra dopo che questa ha giocato 8 partite. - (NF-Inj.) / (NF-Ill.) stanno rispettivamente per Non-Football Injured e Non-Football Illness ed indicano le liste dove viene inserito un giocatore che ha un infortunio o una malattia non dipendente dal football americano. - (PUP) sta per Physically Unable to Perform ed indica la lista dove viene inserito un giocatore mentre è in attesa di recuperare la condizione fisica. Nella stagione regolare dopo la sesta partita giocata dalla propria squadra, il giocatore ha tempo tre settimane per riprendere ad allenarsi, più tre settimane aggiuntive dal suo rientro agli allenamenti per rientrare in prima squadra. |

## Calendario
| Stagione regolare |                    |                        |                    |                    |                                     |                    |
| Turno             | Data               | Avversario             | Risultato          | Record             | Stadio                              | Sintesi            |
| 1                 | 9 settembre        | Philadelphia Eagles    | S 27–33            | 0–1                | FedExField                          | Recap              |
| 2                 | 15 settembre       | at Green Bay Packers   | S 20–38            | 0–2                | Lambeau Field                       | Recap              |
| 3                 | 22 settembre       | Detroit Lions          | S 20–27            | 0–3                | FedExField                          | Recap              |
| 4                 | 29 settembre       | at Oakland Raiders     | V 24–14            | 1–3                | O.co Coliseum                       | Recap              |
| 5                 | Settimana di pausa | Settimana di pausa     | Settimana di pausa | Settimana di pausa | Settimana di pausa                  | Settimana di pausa |
| 6                 | 13 ottobre         | at Dallas Cowboys      | S 16–31            | 1–4                | AT&T Stadium                        | Recap              |
| 7                 | 20 ottobre         | Chicago Bears          | V 45–41            | 2–4                | FedExField                          | Recap              |
| 8                 | 27 ottobre         | at Denver Broncos      | S 21–45            | 2–5                | Sports Authority Field at Mile High | Recap              |
| 9                 | 3 novembre         | San Diego Chargers     | V 30–24 (dts)      | 3–5                | FedExField                          | Recap              |
| 10                | 7 novembre         | at Minnesota Vikings   | S 27–34            | 3–6                | Mall of America Field               | Recap              |
| 11                | 17 novembre        | at Philadelphia Eagles | S 16–24            | 3–7                | Lincoln Financial Field             | Recap              |
| 12                | 25 novembre        | San Francisco 49ers    | S 6–27             | 3–8                | FedExField                          | Recap              |
| 13                | 1 dicembre         | New York Giants        | S 17–24            | 3–9                | FedExField                          | Recap              |
| 14                | 8 dicembre         | Kansas City Chiefs     | S 10–45            | 3–10               | FedExField                          | Recap              |
| 15                | 15 dicembre        | at Atlanta Falcons     | S 26–27            | 3–11               | Georgia Dome                        | Recap              |
| 16                | 22 dicembre        | Dallas Cowboys         | S 23–24            | 3–12               | FedExField                          | Recap              |
| 17                | 29 dicembre        | at New York Giants     | S 6–20             | 3–13               | MetLife Stadium                     | Recap              |

Note: gli avversari della propria division sono in grassetto.

## Classifiche
| NFC East                |    |    |   |      |     |      |     |     |     |
|                         | V  | S  | P | %    | DIV | CONF | PF  | PS  | STR |
| (3) Philadelphia Eagles | 10 | 6  | 0 | .625 | 4–2 | 9–3  | 442 | 382 | V2  |
| Dallas Cowboys          | 8  | 8  | 0 | .500 | 5–1 | 7–5  | 439 | 432 | S1  |
| New York Giants         | 7  | 9  | 0 | .438 | 3–3 | 6–6  | 294 | 383 | V2  |
| Washington Redskins     | 3  | 13 | 0 | .188 | 0–6 | 1–11 | 334 | 478 | S8  |